# Paroligia undara
Paroligia undara är en fjärilsart som beskrevs av Swinhoe 1890. Paroligia undara ingår i släktet Paroligia och familjen nattflyn. Inga underarter finns listade i Catalogue of Life.